# Starshooter
Starshooter est un groupe de punk rock français, originaire de Lyon, en Rhône-Alpes, composé de Kent Hutchinson (guitare et chant), Jello (guitare), Mickey Snack (basse), et Phil Pressing (batterie).

## Biographie
La carrière du groupe commence aux environs de 1975 à Lyon au Lycée Saint-Exupéry. Une légende prétend qu'il a débuté sous le nom de Scooters, groupe dont il existe une seule trace discographique : la reprise de Sweet Jane de The Velvet Underground sous le nom de Hygiène, sur la compilation Les 30 plus grands succès du punk du label Skydog. En réalité ce titre est enregistré après le premier album, sous un autre nom pour de simples problèmes de contrat. 
Après un certain nombre de concerts (premières parties de The Damned, Iggy Pop ou de Jacques Higelin par exemple), le groupe signe chez EMI. En 1977, le premier 45 tours sort dans la foulée : Pin-Up Blonde / Quelle Crise, Baby. En 1978, la sortie de Get Baque / En chantier, leur deuxième 45 tours, fait des remous : le détournement du célèbre Get Back des Beatles est assez irrévérencieux et contrarie leur maison de disques, EMI, qui possède aussi les Beatles en catalogue. Du coup, le disque est retiré de la vente au bout d'une semaine. Malgré tout, Starshooter réussit à faire entrer Betsy Party en tête des charts d'Europe 1. Le groupe s'impose avec Téléphone comme un nouveau phénomène du rock français.
Le premier album, simplement intitulé Starshooter, sort en 1978 chez EMI, et est très bien accueilli. Il comprend Betsy Party et une version de Le Poinçonneur des Lilas de Serge Gainsbourg. La plupart des morceaux durent moins de deux minutes. Get Baque, la reprise des Beatles qui est créditée en face 2, est barrée au dos de la pochette pour bien signifier qu'elle ne figure pas sur le disque lui-même.

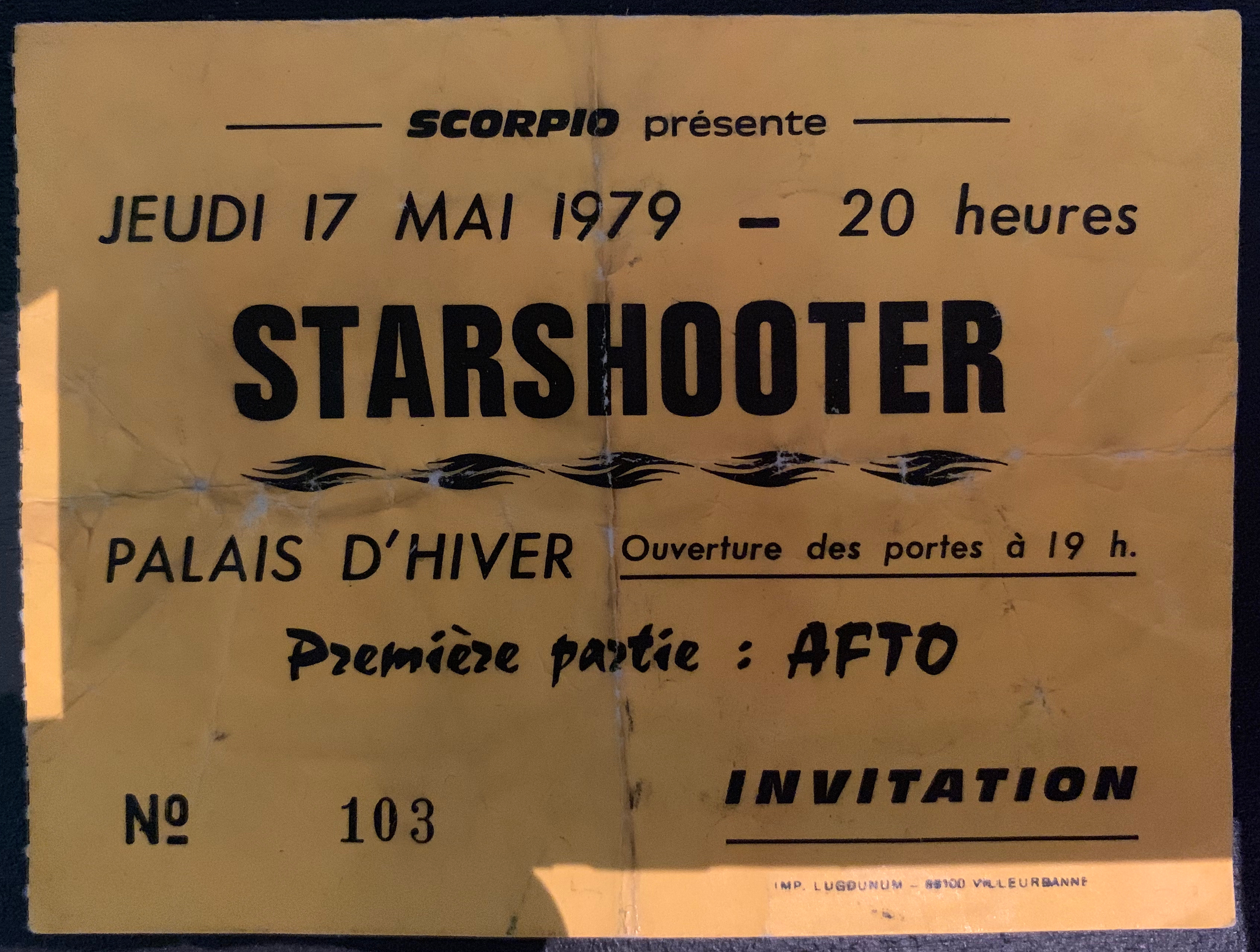
Billet du concert à Lyon le 17 mai 1979

Mode sort en 1979 avec le sous-titre : « Cette année la jeunesse sera intelligente et sexy ! ». Starshooter mêle au son punk des influences new-wave et disco. Cet album a du mal à trouver son public, bien que l'échec des albums soit à relativiser, toujours selon Jello. L'album Chez les autres sort en 1980 ; la pochette est signée Kiki Picasso et comprend les titres Machine à laver et Louis, Louis, Louis. Les ventes du disque sont décevantes et le départ de leur producteur Philippe Constantin les pousse à quitter EMI. Ils signent alors chez CBS Records et partent en Angleterre enregistrer un nouvel album avec le producteur Mike Glossop. Pas fatigué sort en novembre 1981 : c'est un album sombre - moins punk, plus proche de la new wave, avec également une influence reggae sur le morceau éponyme - qui ne reçoit pas le succès escompté. Une tournée baptisée Tora! Tora! Tora! en suit la sortie, tournée au cours de laquelle est enregistré le Live! qui sorti en 2004.
Six mois après la sortie de Pas fatigué, Starshooter se sépare. Kent entame alors une riche carrière solo qui continue toujours. Il réalise aussi plusieurs bandes dessinées.
La sortie officielle du double vinyl réunissant les démos du groupe sur deux périodes (1977 et 1981) a lieu le 14 mars 2025.
L'album présente 4 sessions de studio intégrales dont la première en face A, enregistrée début 1977 au studio Milan de Gérard Manset (5 titres). Les 3 autres faces proposent les sessions de 1981 (15 titres).
C’est le label lyonnais Simplex Records qui supervise la restauration et la remasterisation des démos.
Tous les titres sont inédits sauf  ceux marqués d’un astérisque déjà parus sur la compilation INOXYDABLE  en 2005

## Discographie

### Singles
- 1977 : Pin-Up blonde / Quelle crise, Baby (EMI)
- 1978 : Get Baque / En chantier (EMI)
- 1978 : Betsy Party / Otage dollars (EMI)
- 1979 : Betsy Party (face B d'un 45 tours promotionnel Coca-Cola, face A : Hygiaphone de Téléphone) (EMI)
- 1979 : Ma vie c’est du cinéma / La Nouvelle vague (EMI)
- 1979 : Loukoum Scandale / Fais pas gaffe (EMI)
- 1980 : Toi, moi, nous / Partir à Zanzibar (EMI)
- 1980 : Machine à laver / Louis, Louis, Louis (EMI)
- 1981 : Quel bel avenir / Méfie-toi des avions (CBS)
- 1981 : Papillon de nuit / Larguez l'étau (CBS)
- 1982 : Léo Song / Pas du tout (CBS)